# Enve
Envés es un programa de animación 2D que puede trabajar con gráficos vectoriales o con mapas de bits. La aplicación fue creada por Maurycy Liebner como software de código abierto bajo licencia GPL3. El programa tiene una interfaz que recuerda a un híbrido entre Adobe After Effects y Adobe Animate CC.

## Características
- Soporta múltiples escenas por proyecto.
- Importar secuencias de imágenes, archivos de vídeo y audio.
- Soporta el formato SVG, popularizado por Inkscape.[3] Sin embargo, el programa todavía presenta algún fallo de compatibilidad en su versión Alpha.
- Multiplataforma trabaja en Linux y Microsoft Windows.

## Historia
Maurycy Liebner intentó llevar a cabo un proyecto de animación 2D en 2016 con el software Synfig. Al no acostumbrarse a su flujo de trabajo decidió poner en marcha un nuevo proyecto con Qt Creator que inicialmente llamó AniVect. Desde la versión 1.5.0 puede importar imágenes en formato OpenRaster. Actualmente el programa se encuentra en la versión 7.1.20 pero extrañamente al iniciarse, el programa muestra que se encuentra en la versión 0.0, indicando que el desarrollo del programa aún esta en una fase alfa pero en continuo desarrollo.